# Ficus virens
Ficus virens L. es una planta del género Ficus, encontrada en la India, el sudeste de Asia, a través de Malasia y al norte de Australia. Es conocido localmente como pilkhan y en lenguaje de armas djeihmi se denomina borndi . Sus frutos son comestibles. Uno de los ejemplares más famosos de este árbol es el telón de higuera de la meseta de Atherton, cerca de Cairns, una popular atracción turística.
Ficus virens var. sublanceolata se produce en la selva subtropical del noreste de Nueva Gales del Sur, y al sur este de Queensland en Australia.

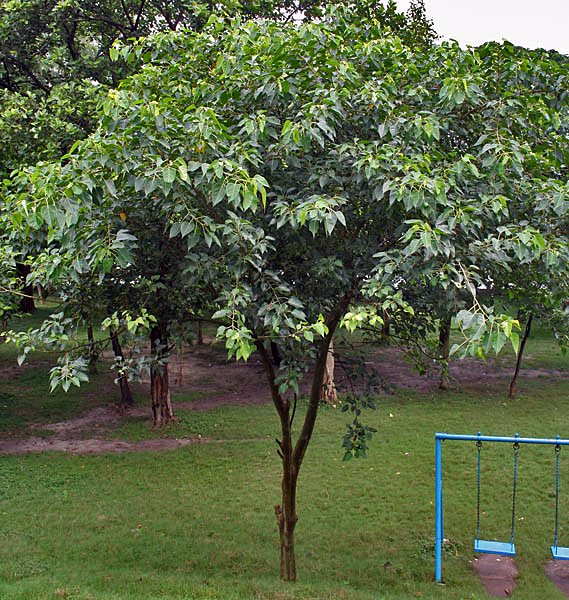
Arbolito en Kolkata, Bengala Occidental, India

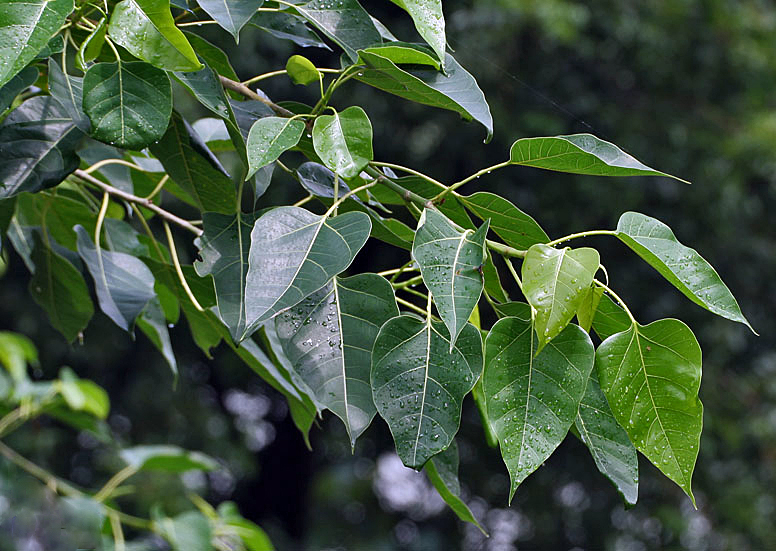
Hojas en Kolkata, Bengala Occidental

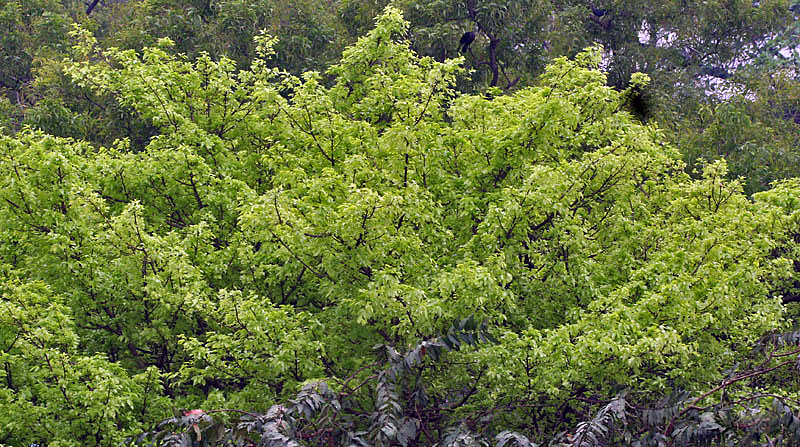
nueva, en Kolkata, Bengala Occidental

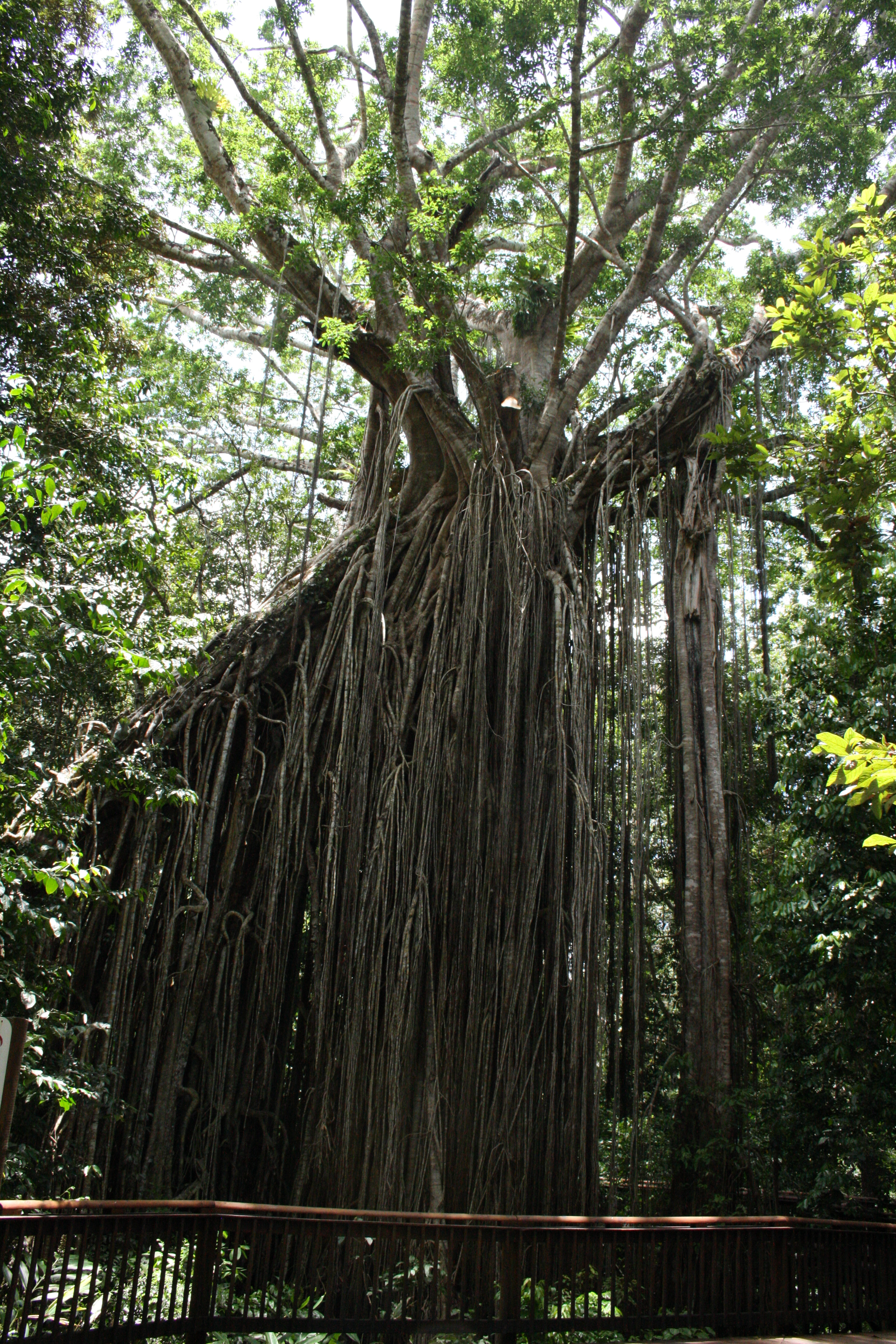
Árbol adulto

## Descripción
Es un árbol de tamaño medio que crece hasta una altura de 8-10 metros en cultivo y hasta 35 metros en su lugar de origen con una copa amplia con pocas raíces aéreas y el tronco con la corteza lisa y en un tono gris. Este árbol es un árbol de higo que pertenece al grupo de árboles conocidos como los higos estranguladores, que se debe a que sus semillas pueden germinar en los árboles de otros y crecer hasta estrangular y finalmente matar al árbol huésped.
Este árbol se ha popularizado como un árbol de la avenida en los alrededores de las ciudades de Nueva Delhi y Noida.
Tiene dos períodos de crecimiento en su ambiente natural que es la India: en la primavera (de febrero a principios de mayo), y en el momento de las lluvias monzónicas (es decir, de junio a principios de septiembre). Las hojas nuevas son un hermoso color rojizo o color de rosa. Es polinizado por avispas de los higos de los géneros Pegoscapus o Pleistodontes.
Este es un árbol de copa amplia que a veces puede superar la altura del árbol. Los árboles más antiguos y más amplios pilkhan en Delhi se puede ver el interior del complejo de la tumba Humayuns.

## Cultivo y usos
Se multiplica por esquejes y acodos aéreos, teniendo un crecimiento relativamente rápido. Especie rústica de pocas exigencias de la que se reconocen las variedades sublanceolata, glabella, dasycarpa.

## Taxonomía
Ficus virens fue descrita por Roxb ex Hornem. y publicado en Hortus Kewensis; or, a catalogue . . . 3: 451. 1789.
Etimología
Ficus: nombre genérico que se deriva del nombre dado en latín al higo.
virens: epíteto latino que significa "verde".
Sinonimia
- Ficus aegeirophylla (Miq.) Miq.
- Ficus ampla Kunth & C.D.Bouché
- Ficus apiculata (Miq.) Miq.
- Ficus carolinensis Warb.
- Ficus caulobotrya var. fraseri (Miq.) Miq.
- Ficus cunninghamii (Miq.) Miq.
- Ficus fraseri (Miq.) F.Muell.
- Ficus glabella Blume
- Ficus glabella f. grandifolia (Miq.) Miq.
- Ficus glabella var. nesophila (Miq.) K.Schum.
- icus infectoria (Miq.) Miq.
- Ficus infrafoliacea Buch.-Ham. ex Sm.
- Ficus lacor var. cunninghamii (Miq.) M.F.Barrett
- Ficus lacor var. lambertiana (Miq.) M.F.Barrett
- Ficus lambertiana (Miq.) Miq.
- Ficus monticola Miq.
- Ficus nesophila (Miq.) F.Muell.
- Ficus nitentifolia S.Moore
- Ficus pilhasi Sm.
- Ficus prolixa var. carolinensis (Warb.) Fosberg
- Ficus psychotriifolia (Miq.) Miq.
- Ficus saxophila var. sublanceolata Miq.
- Ficus scandens Buch.-Ham.
- Ficus syringifolia C.Fraser ex C.Moore
- Ficus terminalioides Griff.
- Ficus terminalis B.Heyne ex Roth
- Ficus timorensis Decne.
- Ficus timorensis (Miq.) Miq.
- Ficus wightiana (Miq.) Benth.
- Pogonotrophe wightiana Miq.
- Urostigma canaliculatum Miq.
- Urostigma cunninghamii Miq.
- Urostigma fraseri Miq.
- Urostigma glabellum Miq.
- Urostigma infectorium Miq.
- Urostigma lambertiana Miq.
- Urostigma moritzianum Miq.
- Urostigma nesophilum Miq.
- Urostigma psychotriifolium Miq.[4]